# 仲美由紀
仲 美由紀（なか みゆき、1994年〈平成6年〉7月20日 - ）は、日本のファッションモデル、女優、タレント、レースクイーン。
千葉県出身。2012年11月までアルファコアに所属し「望月 るな」（もちづき るな）の芸名で活動。その後本名の「中臺 美由紀」（なかだい みゆき）名義での活動を経て、2021年2月1日よりイー・スマイルに移籍し、現芸名に改めた。2025年1月31日、イー・スマイルを退社。

## 略歴
2007年にスカウトされ、Hana* chu→オーディションで審査員特別最優秀賞を受賞。その後2009年にアルファコアに入所。モデル・女優としての活動の傍ら、2012年4月28日に小花、稲森美優、北山亜莉沙、麻生かなとともに、演技も歌もできるアクトライブアイドルを目指すアリスインアリスに参加し、同年11月まで活動。
高校卒業後、専門学校を経て都内の大学病院に就職したが、2018年から本名の「中臺 美由紀」（なかだい みゆき）名義でモデル・イベントコンパニオンとして活動を再開。スカイハイプロモーションズに所属する。
2019年、荒井つかさ・宮崎あみと共にGOODYEARエンジェルを務め、東京オートサロン2020にも出演。その後2020年度『フロンティアキューティーズ』の一員としてSUPER GT300クラスのレースクイーンを務める。
2020年6月28日に行われた『ミス・アース・ジャパン埼玉大会』では、準グランプリに相当する“Miss Air Saitama”（ミス・エア・さいたま）を受賞。同年9月には、東京オートサロンイメージガール『A-class』の2021年度メンバーを決めるセレクション審査に、フロンティアキューティーズで共働した藤高つばさと共にエントリーしたが、メンバー入りはならなかった。
2021年2月1日、所属事務所をイー・スマイルに移籍するとともに「仲 美由紀」に改名したことを発表。同年3月より天野ちよの後任として「ITOCHU ENEX IMPUL LADY」を務めた。翌2022年は同じ事務所の廣川エレナと共に「STANLEYレースクイーン」を担当。2023年も引き続きSTANLEYレースクイーンを務めた。
2022年4月14日、『ミスモデルプレス』オーディションで初代グランプリを受賞。また『日本レースクイーン大賞』では2022年度に実行委員会特別賞を受賞。2023年度では大賞5名の中に入った他、冠スポンサーの「メディバンネップリ賞」も受賞した。
2024年はSUPER GT500クラス『Modulo Nakajima Racing』をサポートする「Moduloスマイル」として池永百合と共に活動する。
2025年1月31日をもってイー・スマイルを退社し、以後はフリーで活動。

## 人物
- 小学2年から中学3年まで書道（五段）を習い、全国展で上位に入り太宰府天満宮まで行った経験を持つ[雑誌 1]。
- 神社巡りが趣味で、レース前には神社で勝利祈願しているという[雑誌 1]。他に料理やゴルフも趣味[雑誌 1]。
- すきなもの:ダッフィー、シェリーメイ、サーティワン、シルバニア
- 3歳下の妹がいる[22]。
- 好きなタイプは、テレパシーの通じる人。

## 出演

### テレビ番組
- マジすか学園2（テレビ東京、2011年） - 女子高生 役
- ピラメキーノ（テレビ東京、2011年）

### 舞台
- アリスインプロジェクト「アリスインクロノパラドックス[23]」（2011年5月、シアターグリーン BOXinBOXシアター）稲村佐知子 役（ダブルキャスト、光組）
- アリスインプロジェクト「ハルモニアガーデン」（2011年8月10日-14日、シアターKASSAI）湯乃本みどり 役
- アリスインプロジェクト「ハッピーゴー アンラッキー[24]」（2011年10月、シアターKASSAI）来須杏 役（ダブルキャスト、星組）
- アリスインシアター2012年2月公演「パラダイスロスト」（2012年2月2日-6日、シアターKASSAI）深水アミ 役
- アリスインプロジェクト「まなつの銀河に雪のふるほし」（2012年2月29日 - 3月4日、六行会ホール）シニストロ 役（ダブルキャスト、星組）
- メディアゲート「ハムレッツ!!〜To be or not to be～」（2012年4月10日-15日、池袋シアターグリーン BASE THEATER）高谷恵 役
- アリスインシアター2012年5月公演「ワールズエンド・ガールズスタート」（2012年5月3日-6日、シアターKASSAI）松枝沙希 役
- アリスインシアター2012年8月公演「ハイスクールミレニアム2012」（2012年8月14日-19日、ストアハウス）月岡民美 役
- アリスインプロジェクト×劇団北京蝶々「ダウト!-国立公安女子校-」（2012年10月25日-28日、博品館劇場）チエ 役

### TV CM
- 綾鷹（日本コカ・コーラ、2010年）さきちゃん 役
- 白戸家「松木先生」篇 （ソフトバンク、2011年）女子高生 役

### ショーモデル
- 関西コレクション2021 A/W

### WEB
- カラオケ戦隊ウタウンジャー（第一興商、2009年 - 2011年）
- SOYSH（大塚製薬、2010年） - 女子高生 役

### イベント
- サマーソニック2018「サマソニガール」[25]
- ヒビヤガーデン2019「ヒビヤガール」[26][動画 2]
- サマーソニック2019「サマソニガール」
- 東京ゲームショウ2019「バンダイナムコエンターテインメントブース」[27]
- 東京オートサロン2020「GOODYEARブース」[雑誌 3]
- 東京オートサロン2023「エンパイヤ自動車ブース」（廣川エレナとも共演[28][29]）
- 東京オートサロン2024「スタンレー電気ブース」（このイベントをもってSTANLEYレースクイーンを卒業[30][31]）
- WIND EXPO 2025春「株式会社GiraffeWorkブース」

### 雑誌
1. 1 2 3 4 5  「2023 RACE QUEEN TOP40 FILE:38『仲美由紀』」『ギャルズ・パラダイス「2023トップレースクイーン編」』、株式会社三栄、2023年10月12日、81頁、2024年2月7日閲覧。
2. 1 2 3 4  「日本レースクイーン大賞2020～新人部門～ パーフェクトガイド」『ギャルズ・パラダイス「2020トップレースクイーン編」』、株式会社三栄、2021年1月10日、73頁、2024年2月7日閲覧。「中臺美由紀」
3. 1 2 3  「濃厚フェロモン直撃のめくるめくハッピー・ロード♪『GOODYEAR』」『ギャルズ・パラダイス「2020東京オートサロン編」』、株式会社三栄、2020年4月7日、74頁、2021年2月9日閲覧。

### 動画
1. ↑  2020 ミス・アース・ジャパン埼玉大会「中臺美由紀」 - YouTube（2020年8月28日）2021年2月9日閲覧。
2. ↑  【公式】ヒビヤガーデン ヒビヤガール 2019【エントリーNo.03 中臺美由紀】 - YouTube（2019年5月10日）2021年2月9日閲覧。